# カンナ総統のジミケン革命結社 ブラック★シャドウ
『カンナ総統のジミケン革命結社 ブラック★シャドウ』（カンナそうとうのジミケンひみつけっしゃ ブラックシャドウ）は、2020年4月6日（5日深夜）から2021年9月26日までRSKラジオで放送されたバラエティ番組。

## 概要
岡山市内某所にアジトがあるという秘密組織「ブラック★シャドウ」が岡山県を自虐的に「ジミケン」と称し、地味な風土・県民性を番組を通じて盛り上げ立て直していこうという趣旨であるが、内容は岡山をテーマにしたフリートークである。地上波ラジオ局の番組では到底流れないであろう通でマニアックな曲が流れるのも特徴。番組の始まりには岡山弁にちなんだ一言があり、終わる際には「いんぐりもんぐり」の一言で締めていた。
岡山市出身のマルチタレント・福井柑奈の冠番組であり、メインパーソナリティである福井は「カンナ総統」として出演していた。
当初の放送時間は月曜 0:30 - 1:00（日曜 24:30 - 25:00）で、RSKラジオの日曜最後の番組であったことから、放送終了後にはクロージング音声が流れた。2021年4月の改編で放送時間が1時間繰り上がったが、クロージングもそのまま繰り上がったので引き続き本番組が日曜の最終番組となっていた。
2021年7月の改編で、『音楽の箱庭 ハジマルリズム』（同年6月末に終了）の再放送枠であった日曜 4:30 - 5:00（土曜 28:30 - 29:00）で本番組の再放送を開始。これも土曜の最終番組であり、この後にジャンクションが流された。
2021年夏にカンナ総統以外の出演者を総入れ替えするリニューアルを図ったものの、それから2か月で番組は終了した。

## パーソナリティ（革命結社構成員）

### 総統
カンナ＝フクイ（福井柑奈）
「ジミケン」と称される岡山の現状を嘆き、自ら秘密結社の総統になった。後述する通り、部下は自分より年上だが、「総統」なのでフランクな接し方をする。部下が不満を示したり、カンナの気分を損ねた時などには「お仕置き」と称したお色気たっぷりのサイキックパワーを使って黙らせることがあった。ジミケン生まれではあるが、「シティ・ガール」なのであまりきつい岡山弁はわからない。

### 幹部
モトイコビッチ【参謀 兼 科学顧問（＝マッドサイエンティスト）】
謎多き中年男。声には加工が施してあるが、高い声の方。持っている知識が世界情勢から最新の音楽シーンまでと幅広く、「池田テル夫ミッション」で主に発動される。時々暴走する総統のブレーキ役であり、様々なアイデアを生み出す頭脳でもある。2021年7月末でヒデノフスキーとともに退任した。
ヒデノフスキー【戦闘部長 兼 広報主任】
謎多き中年男。声には加工が施してあるが、低い声の方。己の野望の実現に向けて暗躍していたが、色々あって挫折した矢先に総統の色気とサイキックパワーに惑わされてあっさりとダークサイドに落ちた。2021年7月末でモトイコビッチとともに退任した（というよりこの退任話を持ち出したのはヒデノフスキー）。退任日の放送で「カンナ総統のお仕置きがもっとほしい」と口走り、総統を引かせた。

### 構成員
いずれも2021年8月から登場。
ショーゴビッチ【給食係】
2021年8月1日（8月7日深夜）から登場。声には加工が施してあるが、低い声の方。ヒデノフスキーの後輩らしい。見た目から「パンパンマン」とも呼ばれるくらいファットな体型をしている。食い気が強いようで食べ物系レポートが多い。登場からいきなりカンナ総統の「お仕置き」をねだるあたり、ヒデノフスキーとは共通点がみられる。2021年8月29日（9月4日深夜）には出演休止。
アコスタシア
2021年8月1日（8月7日深夜）から登場。謎多き女性。声には加工が施してあるが、高い声の方。カンナ総統同様にジミケン生まれジミケン育ちではあるが、かなりきつい岡山弁を披露してカンナ総統と「使う・使わない」で多少議論となることがある。カンナ総統からは「モトイコビッチの後任だからいろいろとさえてないと」とは言われるが、どこかおっちょこちょいな面があり、ショーゴビッチにモトイコビッチなみのツッコミを食らうことがあった。
アサクサスキー
2021年8月29日（9月4日深夜）、ショーゴビッチに代わって登場。「イケてる男子」らしい。関西出身で、3年間浅草で人力車を引いていた。

## コーナー
お便り紹介
リスナーからの岡山県の情報、他県との比較などのタレコミメールを紹介するコーナー。メールアドレスと秘密会議の内容がだだ漏れしているという設定。
通称：ヒデノフスキー・リポート → ショーゴビッチ・リポート。略して「ハレンチ・ハッスル」だが、これは次第に使わなくなっていった。
ヒデノフスキーの作戦 → ショーゴビッチの作戦
岡山県の地味なところやダメなところを紹介し、議論を深める。
モトイコビッチの作戦 → アコスタシアの作戦
岡山県内外の民衆を、怪電波に乗せたイケてる音楽で洗脳する。通称：池田テル夫ミッション
略称や通称についてはショーゴビッチやアコスタシアから「これは略してない」「どっからきたのこの名前」と言われていたが、これについては総統もあまり詳しくないらしく、「前にいた人たちが決めたことだから」と言葉を濁していた。

## ゲスト
桑田浩一
映画『石だん』監督
出演回：2020年7月27日（26日深夜）、2020年11月30日（29日深夜）、2021年4月4日放送分
萌乃
岡山出身の学生シンガーソングライター、ラジオパーソナリティ
出演回：2021年8月29日（9月4日深夜）放送分